# 阿波尔达
阿波尔达（德語：Apolda，發音：[aˈpɔlda] ⓘ）是德国图林根州魏玛地区县的城市，也是魏玛地区县的县治，面积46.27平方千米，2023年12月31日人口为22,896人。

## 友好城市
- 瑞典 马克市镇
- 美国 拉皮德城
- 義大利 圣米尼亚托
- 法國 瑟克兰